# Lipka (szczyt)
Lipka (425 m n.p.m.) – wzniesienie w południowej części Grupy Magurki Wilkowickiej w Beskidzkie Małym, znajdujące się w granicach administracyjnych Łodygowic w województwie śląskim, w powiecie żywieckim. Jest bezleśne, zajęte przez pola uprawne tej wsi. Jego nazwa pochodzi od rosnącej na wierzchołku lipy z kapliczką Matki Boskiej. Szczyt stanowi punkt widokowy na Beskid Śląski.

## Szlaki turystyczne
Łodygowice st. kol – Lipka – Przysłop – Wysokie Siodło – Międzybrodzie Bialskie.